# Pingyao
Pingyao (kinesisk: 平遥, pinyin: Píngyáo) er en mellemstor by i provinsen Shanxi i Folkerepublikken Kina med ca. 50.000 indbyggere.
Den ligger ca. 80 km sydvest for provinshovedstaden Taiyuan. Bybilledet stammer fra Ming-dynastiets tid, og den blev i 1997 opført på UNESCOs verdensarvliste.
Pingyao ligger i den østlige del af det nordkinesiske løssplateau, ved overgangen til bjergene omkring Taiyuan som gennemstrømmes af floderne Hui Ji og Liu Gen.
De fleste indbyggere er hankinesere, men det er lever også huikinesere, manchuer og mongoler.